# Independencia de Quito
La Campaña de Quito fue una campaña militar dentro de las Guerras de independencia hispanoamericanas mediante el cual las regiones administrativas del Guayaquil y Quito pertenecientes al Virreinato de la Nueva Granada, fueron invadidas por el ejército de la Gran Colombia y por la División Protectora de Quito formada por la Provincia Libre de Guayaquil contra las fuerzas realistas formadas principalmente por personas del actual territorio de la República ecuatoriana pero que estaban a favor del Monarquía Hispánica, durante sus avances hacia el menguante Virreinato de Lima, principal baluarte del Imperio español para ese momento del conflicto. 
La Independencia de Guayaquil el 9 de octubre de 1820 marca el comienzo de la consolidación de la independencia de la Real Audiencia de Quito frente a España, que termina con la batalla de Pichincha, cerca de Quito, el 24  de mayo de  1822 y culmina con la ocupación, anexión y unificación de Quito y la Provincia Libre de Guayaquil en el distrito del Sur dentro de la Gran Colombia. Entre los factores más influyentes en su iniciación está la voluntad de los criollos, que ya tenían un alto estatus social y económico, de obtener poder político.
La historiografía contemporánea de la República del Ecuador suele llamar a este proceso como la independencia de Ecuador o la guerra de independencia ecuatoriana.

## Antecedentes

### Revoluciones liberales y la crisis imperial

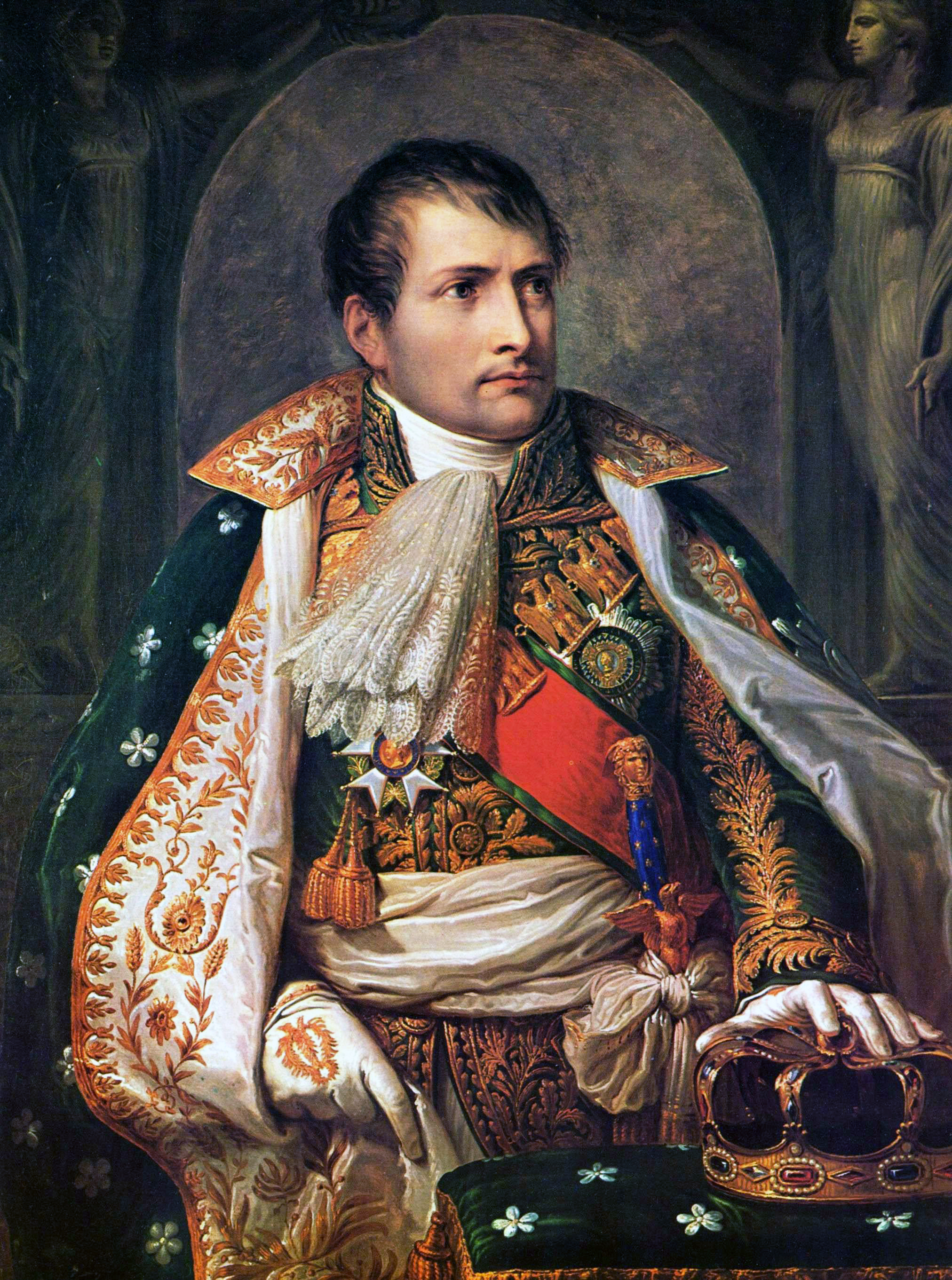
Napoleón desempeñó un papel ambivalente: tras ocupar el trono español, procuró mantener la integridad del Imperio y sus posesiones americanas; sin embargo, al verse derrotado en la Península, su intervención terminó siendo otro de los factores que contribuyeron al proceso de independencia de Hispanoamérica.

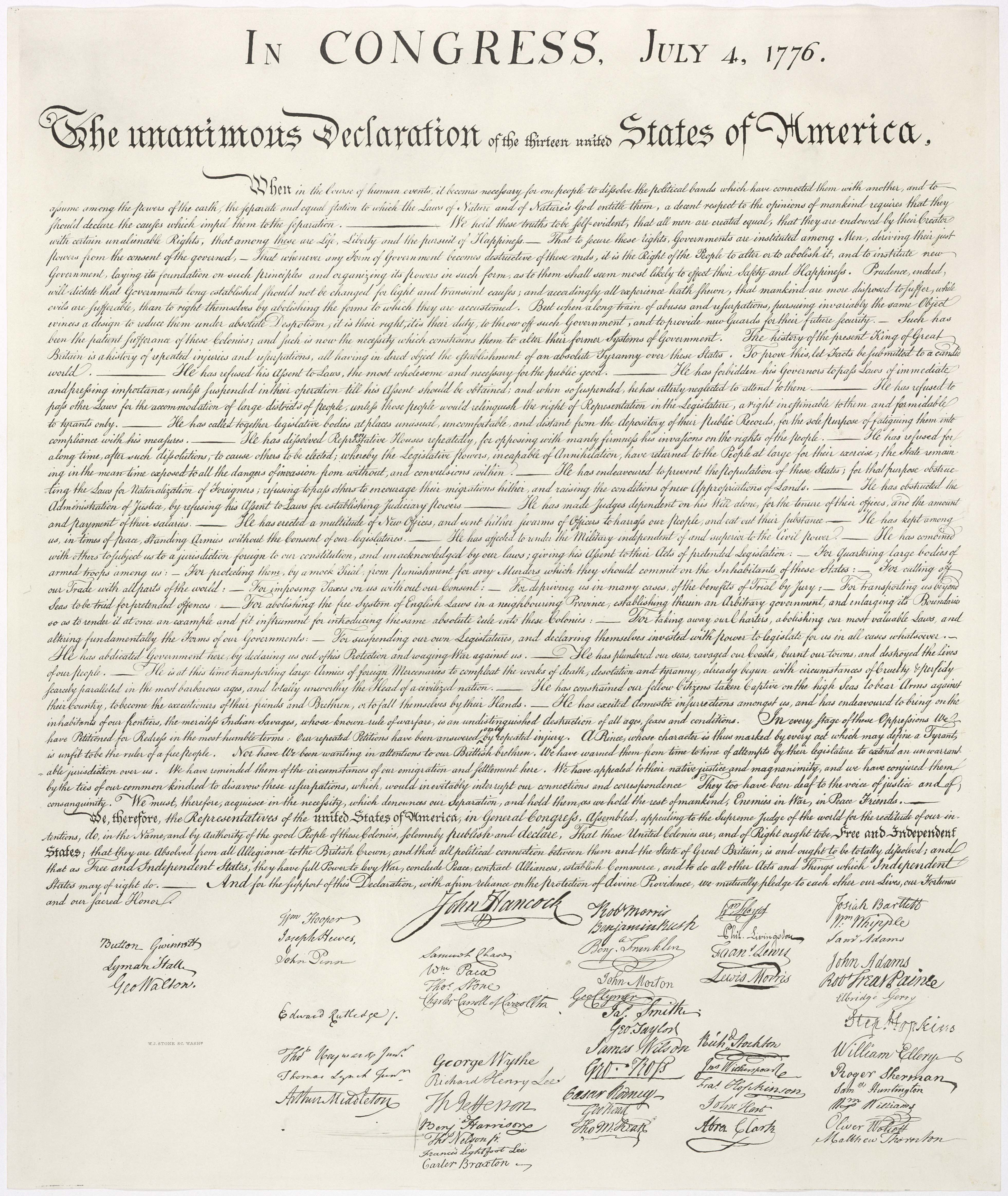
Declaración de independencia de Estados Unidos.

Las ideas revolucionarias contra la colonización británica de América se materializaron con la independencia de las Trece Colonias, iniciada en 1775 con los ejércitos continentales liderados por George Washington y culminada en 1783, tras la Declaración de Independencia de los Estados Unidos (1776), gracias al apoyo del Imperio español y de Francia durante la Guerra anglo-francesa (1778-1783). Este proceso no solo tuvo repercusiones en América, sino también en Europa, donde potencias rivales como Francia y España respaldaron la causa estadounidense para debilitar la hegemonía británica.
La consecuencia europea más inmediata fue la Revolución francesa de 1789, en la que participaron veteranos de la guerra americana como La Fayette. Ambas revoluciones, inspiradas en la Ilustración, sirvieron de ejemplo para los burgueses criollos del mundo hispano, que comenzaron a aspirar a la libertad.La revolución desembocó en el periodo del El Terror, y acabó elevando a Napoleón Bonaparte al poder en Francia.
A comienzos del siglo XIX, las Guerras Napoleónicas desataron una nueva crisis imperial. En 1805, el Imperio británico derrotó a la flota combinada del Imperio francés y del Imperio español en la Batalla de Trafalgar, dejando aislados a los reinos y provincias españolas de América. Las Invasiones inglesas del Río de la Plata fueron rechazadas gracias al fortalecimiento del poder militar criollo. En 1807, la negativa de Portugal a secundar el bloqueo continental llevó a Napoleón I a invadir la Península para consolidar su estrategia contra Inglaterra. 
En 1808, Napoleón ocupó España, secuestró a Carlos IV y a Fernando VII, y colocó en el trono a su hermano Joseph Bonaparte. La usurpación provocó la Guerra de Independencia de España, una alianza entre España e Inglaterra, el el rechazo generalizado en Hispanoamérica y una revolución liberal en todo el mundo hispano entre 1808-1810. Sin embargo, la formación de juntas y movimientos locales, fueron declaradas en rebeldía por las Cortes de Cádiz lo que desencadenó las guerras de emancipación. El rey Fernando VII, tras su restauración en el trono español en 1814 reprimió a los liberales españoles pero no pudo derrotar a los revolucionarios en América.

## Reconquista de Quito

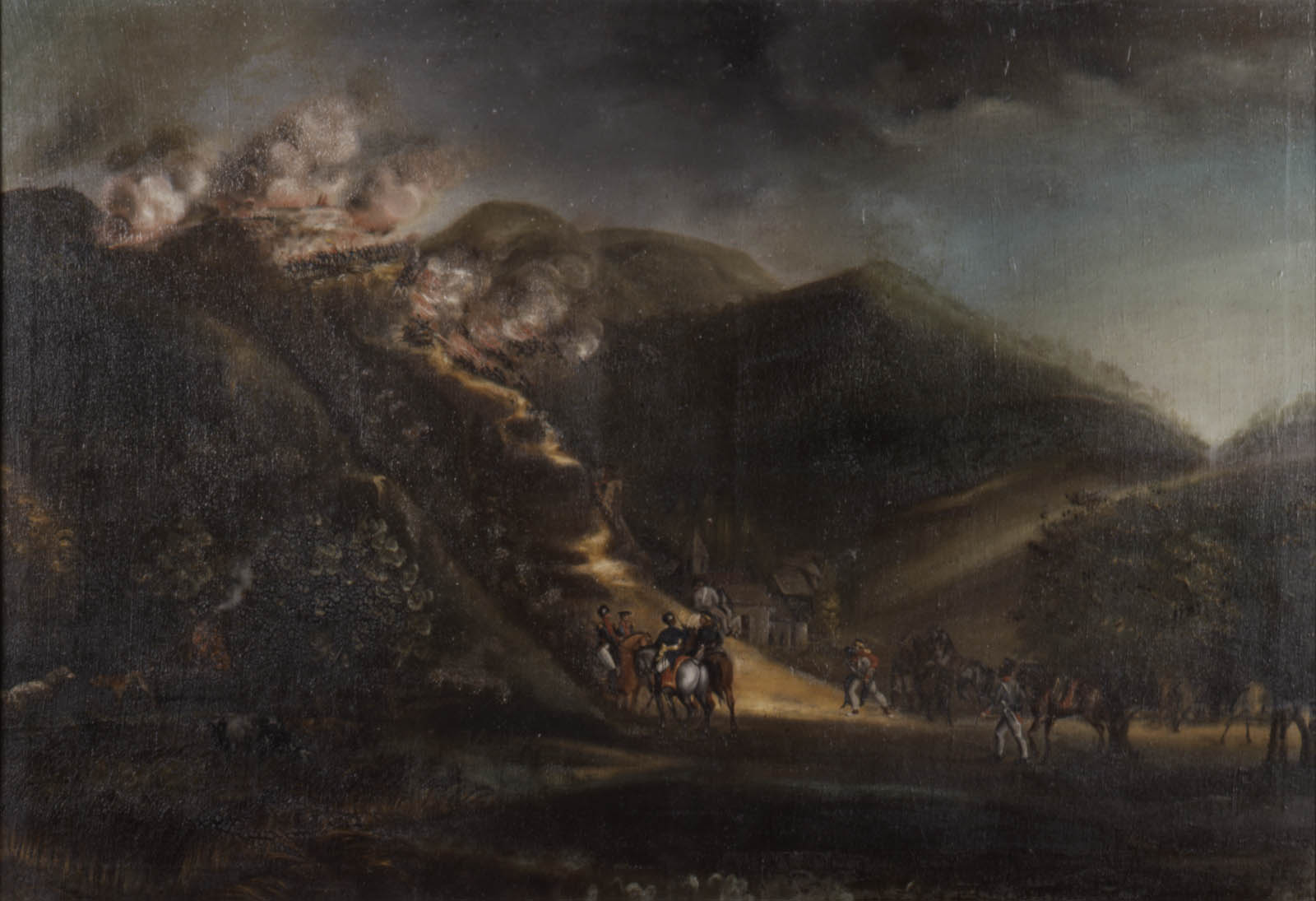
Carlos de Montúfar participaría en esta batalla, para después morir en Buga.

Casi un año después de establecerse la Primera Junta de Gobierno Autónoma de Quito, las fuerzas enviadas por el virrey del Perú restablecieron el control español sobre la ciudad el 2  de agosto de  1810. Anteriormente a esto, los patriotas trataron de adherir a Pasto a la causa libertaria pero fueron derrotados en la Batalla de Funes. Sigue a una fuerte represión sobre la población de Quito que termina el 8 de noviembre del mismo año. La mayoría de los líderes de la revolución son asesinados por las tropas al mando de Toribio Montes. Es muy importante recordar la Declaración de Independencia del Estado de Quito en 1811, bajo la Presidencia del Marqués Don Juan Pío Montúfar, el Obispo Cuero y Caicedo y el mando militar del Coronel Don Carlos de Montúfar y Larrea, hecho histórico desconocido por Simón Bolívar después de la Batalla de Pichincha en 1822, cuando anexó el Estado de Quito a la Gran Colombia. El Estado de Quito fue reprimido militarmente por el General Toribio Montes cuando España era dominio de Napoleón Bonaparte en 1812. Esta fue la primera declaración de independencia en 1811, cosa que debe rememorarse, porque por eso es Quito la capital y no Guayaquil, que estuvo en manos del General Castilla, Presidente del Perú, al igual que Cuenca que estuvo sometida a su líder el Mariscal La Mar, también Presidente del Perú, antes de la Batalla de Tarqui, que es la que define al Ecuador como nueva nación. El Marqués de Selva Alegre murió preso en Sevilla, por haber declarado la Independencia del Estado de Quito. Su hijo el Coronel Carlos de Montúfar y Larrea cayó preso en la Batalla de Tunja, en Colombia, y murió fusilado por la espalda como traidor, habiendo servido Bajo el General Castaños, en la Batalla de Bailén contra los franceses. Guayaquil quiso hacer su propia república y fue obligado tras la Batalla de Tarqui, a entrar en el Ecuador como parte. Olmedo, un gran poeta, admirador de Bolívar, es un gran hombre, pero el verdadero héroe y mártir de la independencia fue Carlos de Montúfar y Larrea.

## Avances Independentistas
La  Liberación de Nueva Granada, la proclamación de Gran Colombia y la presencia de ejércitos de independencia cerca de sus fronteras obliga a la movilización de los ejércitos realistas de Real Audiencia de Quito. La atención de la presidencia de Quito se centra en el control militar de las fronteras del norte, lo que deja ciertas áreas desprotegidas.

## La Junta de Guayaquil pasa a la ofensiva
La unidad militar levantada y financiada en Guayaquil recibió el nombre de División Protectora de Quito ("División para la Protección de Quito"). Su objetivo inmediato era avanzar sobre las ciudades de Guaranda y Ambato, en la sierra central, con la esperanza de atraerlas al movimiento independentista, y cortar toda comunicación vial entre Quito y las ciudades de Guayaquil y Cuenca, para impedir cualquier contraataque realista. del Norte.
La División, al mando de los coroneles Luis Urdaneta y León Febres-Cordero, ambos cabecillas de la revuelta en Guayaquil, inició su avance desde la planicie costera hacia la sierra, y para el 7 de noviembre estaba lista para emprender su marcha Andes arriba. El primer choque con una fuerza de cobertura realista fue un éxito, ocurriendo el 9 de noviembre de 1820, en Camino Real, un paso de montaña estratégico en el camino de Guayaquil a Guaranda. Esta victoria abrió el camino hacia el altiplano interandino, y pronto siguió la captura de Guaranda.
La noticia de la presencia del ejército patriota en Guaranda tuvo el efecto deseado: la mayoría de los pueblos de la sierra proclamaron su independencia en rápida sucesión, Latacunga y Riobamba el 11 de noviembre y Ambato el 12 de noviembre de 1820. A mediados de noviembre, el dominio español sobre el presidente se había reducido a Quito y sus alrededores en la sierra norte. Parecía que la liberación de todo el territorio sería más fácil de lo esperado.

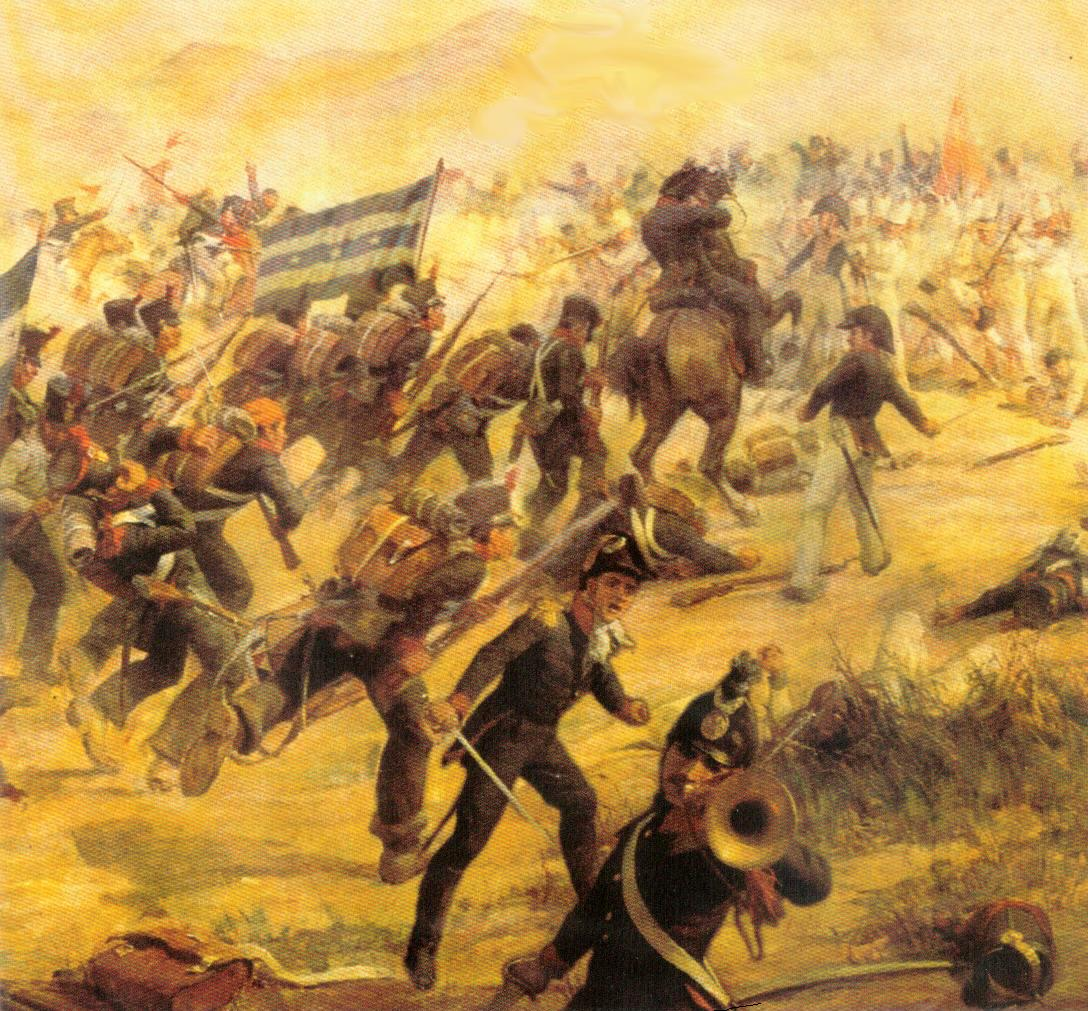
Batalla de Camino Real guayaquil

### Contraataque de las autoridades coloniales
Las esperanzas de una victoria rápida resultaron ser prematuras y de corta duración. El mariscal de campo Melchor Aymerich, presidente interino y comandante supremo de las fuerzas realistas en la Presidencia de Quito, actuó rápidamente. Un ejército de alrededor de 5.000 soldados, bajo el mando del veterano coronel español Francisco González, fue enviado al sur para hacer frente al ejército patriota de 2.000 efectivos, estacionado en Ambato. En la primera batalla de Huachi, el 22 de noviembre de 1820, el ejército realista infligió una dura derrota a la fuerza de Urdaneta, que tuvo que replegarse, maltrecho, a Babahoyo, en la llanura costera.
El desastre golpeó a los Patriotas. El ejército español continuó su avance hacia el sur, hacia Cuenca, retomando todas las ciudades importantes a lo largo del camino. El 20 de diciembre de 1820, tras la derrota de los defensores de la ciudad en la batalla de Verdeloma, Cuenca fue reconquistada por el ejército realista.

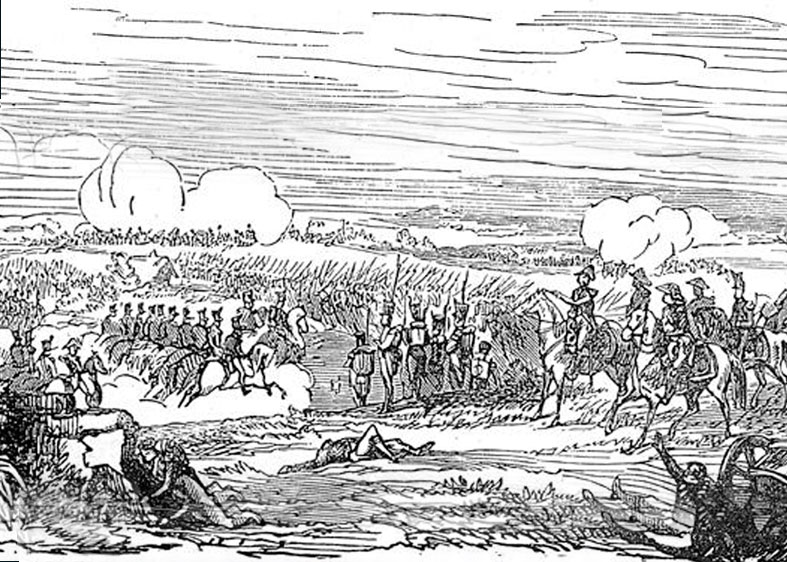
Verdeloma lugar donde fueron derrotados los patriotas.

Las autoridades de Guayaquil, que el 11 de noviembre de 1820 habían emitido un decreto creando la Provincia Libre de Guayaquil, organizaron desesperadamente un destacamento heterogéneo de los sobrevivientes de Huachi más algunos refuerzos (300 hombres en total, incluidos unos 50 caballería), ordenándole hacer una última resistencia en Babahoyo. Como el ejército realista no parecía muy inclinado a bajar a los llanos para recibirlos, los patriotas enviaron de regreso a las tierras altas algunas bandas guerrilleras, que finalmente fueron emboscadas y masacradas el 4 de enero de 1821, en la Batalla de Tanizagua. El oficial al mando de la guerrilla, el coronel de origen español Gabriel García Gómez, hecho prisionero después de la batalla, fue ejecutado por un pelotón de fusilamiento y decapitado, y su cabeza fue enviada a Quito para ser exhibida ante la población. Así, en medio de un fracaso militar total y una serie de represalias realistas sobre la población civil de las ciudades del altiplano, culminó el intento de la Junta de Guayaquil de llevar a cabo la independencia de la Presidencia de Quito.

### Sucre entra en escena

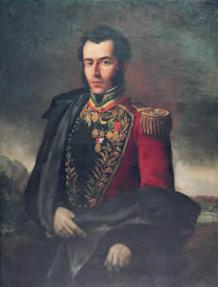
Antonio José de Sucre.

Y, sin embargo, no todo estaba perdido: la ayuda estaba en camino. Para febrero de 1821, la ayuda exterior solicitada por la Junta de Guayaquil en octubre finalmente se materializó en la forma del General Antonio José de Sucre, enviado por el General Simón Bolívar, Presidente de la Gran Colombia. Aún más bienvenido fue quizás lo que De Sucre había traído consigo: 1,000 mosquetes; 50.000 cartuchos de mosquete; 8.000 pedacitos de pedernal; 500 sables y 100 pares de pistolas. Las instrucciones de De Sucre fueron claras: "Libertar a la ciudad capital de Quito, cuya toma traerá como consecuencia la liberación de todo el Departamento", [Esta cita necesita citación] como primer paso hacia posteriores operaciones encaminadas a asegurar la completa independencia del Perú. . Bolívar también informó a Guayaquil que iniciaría una campaña simultánea desde el norte.

### Segunda Batalla de Huachi

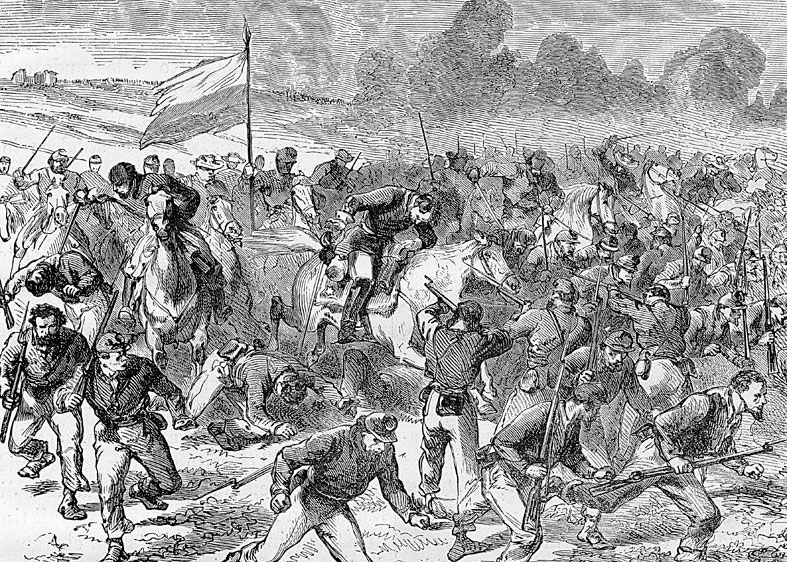
La Batalla de Yaguachi fue una derrota casi total para los españoles de Melchor Aymerich los cuales tuvieron que replegarse a la sierra concretamente al coronel Francisco González

Para julio de 1821, Sucre casi había terminado de desplegar el Ejército alrededor de Babahoyo, listo para avanzar hacia las tierras altas tan pronto como el clima lo permitiera. Aymerich actuó para adelantarse a los planes patriotas con un movimiento de pinza: conduciría su Ejército desde Guaranda hasta Babahoyo, mientras que el coronel González, procedente de la sierra sur hasta Yaguachi, atacaría el flanco de Sucre. Gracias a una red de espionaje bien desarrollada, Sucre se enteró de las intenciones de Aymerich y envió al general John Mires a tratar con González. El encuentro, que terminó con la destrucción de la fuerza de González, tuvo lugar cerca del pueblo de Cone, el 19 de agosto de 1821. Al recibir la noticia de la derrota, Aymerich volvió sobre sus pasos y se dirigió a la sierra. Le siguió Sucre, y su fuerza principal ocupó Guaranda el 2 de septiembre de 1821.
Aymerich se movió para bloquear cualquier avance adicional, y en la Segunda Batalla de Huachi, que tuvo lugar el 12 de septiembre de 1821, aniquiló a la infantería de Sucre. Las fuerzas patriotas perdieron 800 hombres, en su mayoría asesinados, más 50 prisioneros, entre ellos el general Mires. Como la batalla también había cobrado un alto precio a los realistas, Aymerich decidió no explotar su victoria con un avance en las llanuras costeras. El 19 de noviembre de 1821 se firmó un armisticio de 90 días en Babahoyo, poniendo fin al malogrado primer intento de Sucre de liberar Quito.

### Avance con Santacruz

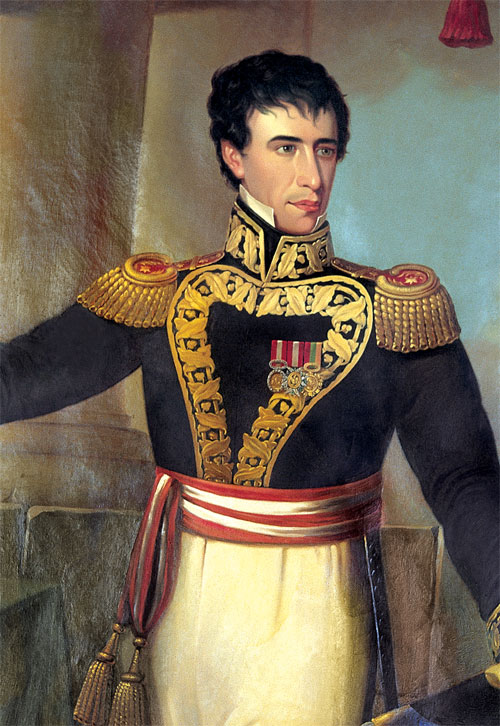
Andrés de Santa Cruz, comandante de la expedición militar.

Sucre cambió de estrategia luego de Huachi para liberar a Quito, inició su campaña desde el sur de Guayaquil en Machala el general pidió la devolución del Batallón Numancia que se hallaba en Lima, pero José de San Martín no aceptó. Por lo que este envió al general Andrés de Santa Cruz con más de 1200 hombres a reforzar a Sucre. Luego de reorganizar sus fuerzas, marchó hacia Cuenca el 21 de febrero, y al no encontrar a los realistas en esa ciudad siguió con su ejército la marcha y su caballería los alcanzó el 21 de abril en Riobamba.
En Riobamba aplastaron al ejército al mando del general Juan Carlos Tolrá que tuvo que retirarse hacia Quito, llegaron a Latacunga el 2 de mayo de 1822, y preparándose para la Batalla de Pichincha, ahí Sucre procedió a reorganizar sus tropas, sumando voluntarios de los pueblos cercanos, mientras esperaba refuerzos, en especial el Batallón Alto Magdalena (de Colombia) y nuevos informes de inteligencia sobre el paradero del ejército Realista.

### Batalla de Pichincha

La batalla de Pichincha marco el final del dominio español en la Gobernación de Quito dando inicio a una era para la independencia.

### Capitulaciones de Quito y Berruecos
Tras la Batalla de Pichincha, el general Aymerich se rinde ante los ejércitos del general Sucre el 25 de mayo de 1822 mediante la llamada Capitulación de Quito. Tras esto. Tras la rendición de Quito, las fuerzas realistas al norte de la ciudad comandadas por el coronel Basilio García se rinden el 8 de junio del mismo año mediante la Capitulación de Berruecos.

### Operaciones de Bolívar contra Pasto

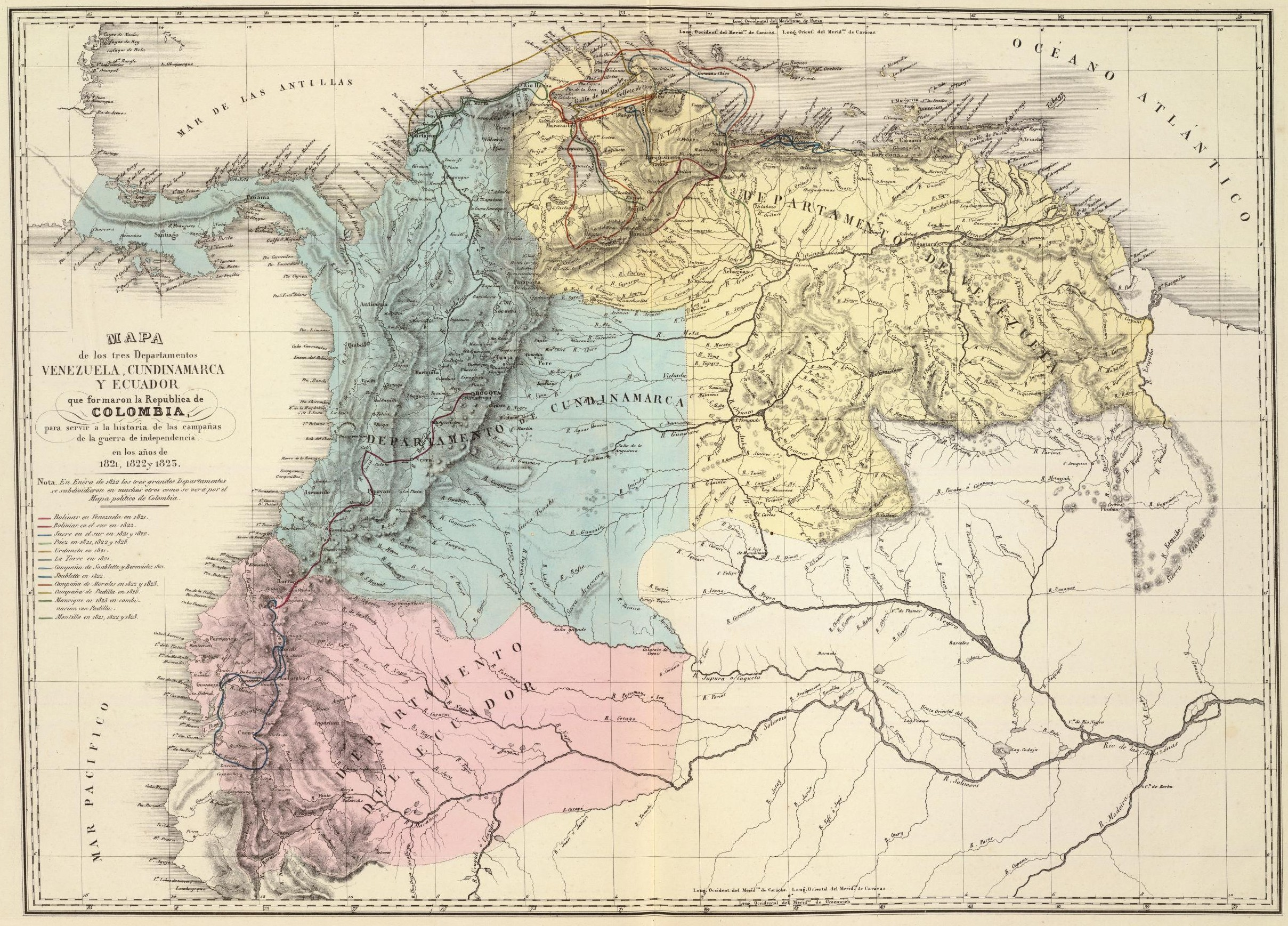
Campañas de independencia en Venezuela, Nueva Granada y Quito entre 1821 y 1823.

Luego de la batalla de Carabobo, el Congreso Constituyente de 1821 nombró a Bolívar Presidente de la República, y a Santander como Vicepresidente. Bolívar realiza los preparativos ese mismo año: organiza un ejército de cuatro mil soldados, encarga la Presidencia a Santander y marcha al sur. Inicialmente el Libertador quería transportar la tropa por mar en tres bergantines; cuando se encontraba embarcándose por el puerto de Buenaventura, apareció una escuadra española enviada por Juan de la Cruz Mourgeon y Achet desde la actual costa septentrional del Ecuador, estaba conformada por una corbeta, cuatro goletas y tres transportes. La debilidad de la armada colombiana en el Pacífico en comparación a la española lo obliga a tomar la ruta terrestre, más ardua por la dificultad del terreno que presenta los Andes, que junto a las enfermedades producen mayores bajas en el ejército de lo previsto y que no puede reponer con los contingentes que encuentra en el camino. Al llegar a Popayán, se refuerza con 1200 hombres, pertenecientes a la división del general Pedro León Torres. Espera en la provincia de Popayán refuerzos que había pedido al gobierno, pero al no serles concedidos sigue hacia Pasto.
El Libertador deseaba evitar Patía y Pasto, conocedor de los desastres sufridos por otros comandantes en los años anteriores. Prefería atacar Quito transportando por mar su ejército hasta Guayaquil. También esperaba contar con el apoyo del gobierno chileno y de San Martín para liberar Quito. En una carta fechada el 24 de agosto de 1821 y dirigida a San Martín, considerando que los realistas venezolanos, aplastados en Carabobo pronto encontrarían su fin en Puerto Cabello, se podrían destinar los recursos a que la poderosa escuadra chilena de Thomas Cochrane transportara su ejército. En octubre de ese año 4000 soldados colombianos zarparían de Santa Marta rumbo a Panamá donde se les uniría otro tanto de efectivos, de ahí ambos contingentes navegarían hasta Guayaquil, donde 3000 republicanos estaban acantonados. Por último, más de 4000 unidades saldrían de Buenaventura para reforzar el actual puerto ecuatoriano, con dos o tres millares de fusiles de reserva. La fuerza contabilizaría un total de 10 000 a 12 000 elementos. Sin embargo, la lejanía de las costas peruanas y ecuatorianas de sus bases impedía actuar a Cochrane. Finalmente, Bolívar se conformó, abandono sus planes y empezó a idear el avance de unos 4000 hombres sobre Patía y Pasto.
La ciudad de Pasto había sido un bastión realista desde el comienzo de la emancipación neogranadina. El territorio entre Quito y Popayán estaba en poder de las guerrillas pastusas, quienes en el pasado habían destruido varios ejércitos neogranadinos enviados a pacificar la región. La resistencia de la población, unida a la dificultad del terreno, hacían a la región una posición de gran capacidad defensiva donde las guerrillas realistas conducidas por el general mestizo pastuso Agustín Agualongo lograron mantener su resistencia por mucho tiempo. A manera de ejemplo, tras la batalla de Boyacá (7 de agosto de 1819) el comandante realista Sebastián de la Calzada que guarnecía la ciudad de Santa Fe de Bogotá se retiró a los dos días hacia Pasto donde logró organizar un ejército de 4000 hombres y atacó Popayán (24 de enero de 1820). Tras algunos enfrentamientos en el Valle del Cauca Calzada fue relevado de su mando y enviado a Venezuela mientras que los pastusos continuaron la resistencia. Perdiendo los realistas la ciudad de Popayán de forma definitiva el 14 de julio de 1820. Con la entrada del general Juan Manuel Valdez.
Luego de cruzar el río Mayo, el ejército se desvió del camino de Berruecos (el más directo a Pasto) y tomó en su lugar el de la derecha, con el objetivo de flanquear las posiciones de los españoles, ubicadas detrás del río Juanambú. Luego de varios cruces falsos, los colombianos lograron cruzar el río por el paso del Burrero casi sin resistencia, tras lo que acamparon en el Pañol, zona abundante en productos agrícolas y en la que aprovecharon para reorganizar sus fuerzas.
El 2 de abril, el ejército siguió la marcha, y acosado por las guerrillas realistas cruzaron la quebrada de Molinos de Aco, acampando en Cerro Gordo. El ejército se había reducido por las bajas y las guarniciones a 2100 efectivos.
Luego de un día de descanso, Bolívar reanudó la marcha el 4 de abril por el camino hacia Pasto, pero al llegar a la Cumbre cerca de Genoy, en donde los realistas habían fortificado el camino, convergieron a la derecha hacia Mombuco. El mismo día fueron atacados por guerrillas realistas, pero estas fueron abatidas por el batallón Bogotá y se encerraron en las fortificaciones de Genoy. Al día siguiente se repitieron los ataques de las guerrillas, luego de repelerlos el ejército siguió por el Trapiche de Matacuchos y acamparon el 6 en el pueblo de Consacá muy cerca de Pasto, mientras el batallón Bogotá acampo como vanguardia más adelante, en la hacienda de Bomboná.

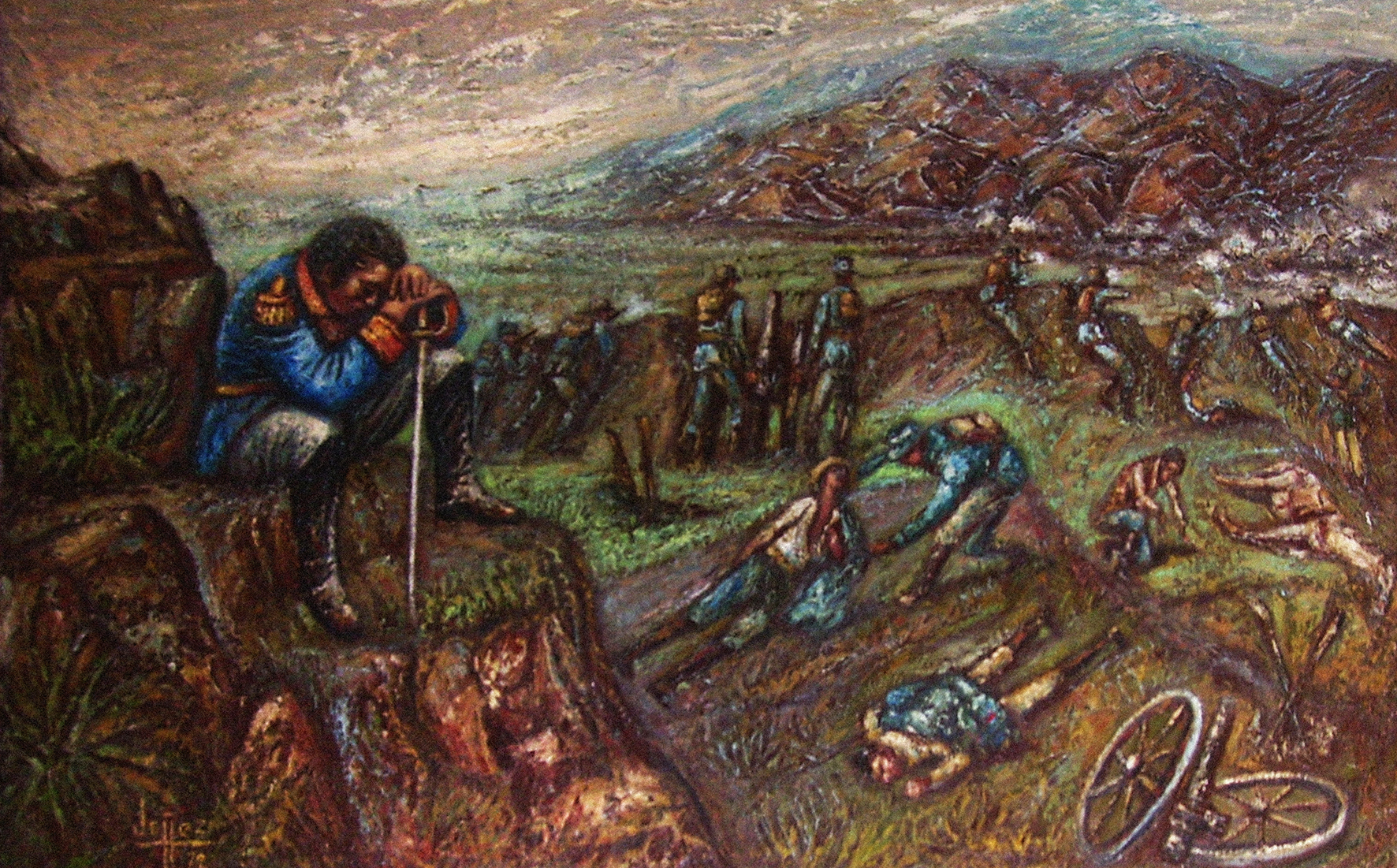
Simón Bolívar sentado en la piedra, durante la batalla. Composición simbólica de la Batalla de Bomboná.

El 7 de abril se produce la batalla de Bomboná. A pesar de las desfavorables condiciones Bolívar decidió atacar pues quería llegar a tiempo a Quito donde lo estaría esperando Sucre para librar la batalla decisiva. Los realistas al mando de Basilio Modesto García, en una sólida posición infligieron grandes pérdidas a los colombianos. El resultado de esta batalla fue parejo, con grandes pérdidas para ambos bandos.
Las pérdidas en Bomboná obligaron a Bolívar a esperar en Cariaco, hasta recibir refuerzos. El 16 de abril, aún sin noticias de algún refuerzo, Bolívar emprende la retirada. Al día siguiente es atacado por un nutrido grupo de guerrillas mientras marchaba por el camino de Genoy pero fueron rechazadas por los colombianos. En la tarde del 19, las guerrillas volvieron a atacar y fueron de nuevo repelidas.
El 20 de abril, habiendo repuesto sus pérdidas, el comandante español presenta batalla en el sitio de El Peñol. El combate dura una hora, tras lo que los realistas se retiran. García se retira a Pasto mientras Bolívar cruza el río Mayo y acampa en la altura denominada Trapiche. Allí recibe refuerzos, y sus fuerzas alcanzan nuevamente los 2000 hombres.
Con el ejército colombiano reforzado de vuelta a la ofensiva y la noticia de la derrota en Pichincha, el comandante Basilio García capitula ante Bolívar el 8 de junio al entrar el ejército colombiano a Pasto. Benito Boves huye con gran parte de la población hacia las montañas. El Libertador ofrece la paz a los pastusos, entre los términos estaban el respeto a su religión y la exención al servicio militar y al pago de gabelas obligatorios para el resto de los colombianos. El camino entre Quito y Bogotá está abierto. La causa realista estaba pérdida, sus últimos defensores estaban aislados de España en la Sierra bajo peruana y en el Alto Perú por el ejército de San Martín, en Bogotá se esperaba que pronto capitularan.

### Agualongo entra en escena

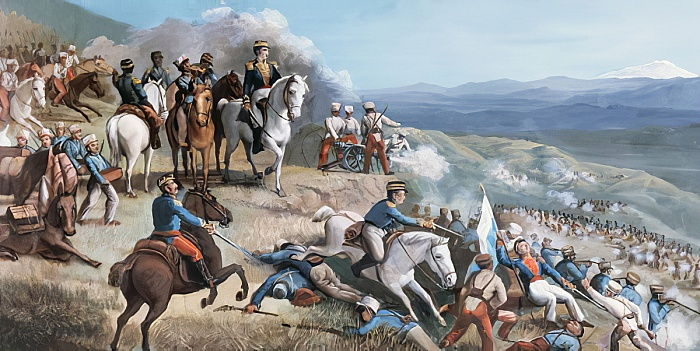
Simón Bolívar luchando el 17 de julio de 1823 en Ibarra contra Agustín Agualongo

Un nuevo levantamiento estalló en Pasto bajo el mando civil del teniente coronel Estanislao Merchán Cano y militar del coronel Agustín Agualongo. Concentraron una tropa de 800 rebeldes con machetes, garrotes y lanzas y 200 con fusiles y asaltaron Pasto el 10 de junio. De los defensores (550 a 600 infantes y 50 jinetes) 150 acabaron muertos, 50 heridos y 300 prisioneros. Flores huyó a Juanambú, Merchán Cano se convirtió en el último gobernador monárquico de la ciudad y Agualongo fue nombrado comandante general. Pronto alcanzaron los 120065 alzados, pero apenas 800 tenían fusiles. Agualongo avanzó triunfante sobre Ibarra con 1500 infantes y 100 jinetes mientras Salom abandonaba la villa (12 de junio).La hueste siguió creciendo hasta los 2000 efectivos,56 aunque el Libertador los estimó en «3000 almas contra nosotros, pero un alma de acero que no plega por nada» (carta de Bolívar a Santander, Quito, 21 de julio de 1823).
En esos momentos, Bolívar estaba en Babahoyo pero tomó el mando de una división de 1500 a 1800 soldados y vencía gracias a su superior caballería en la decisiva batalla de Ibarra, un 17 de junio, donde resultaron muertos 600 a 800 pastusos. Sin embargo, como los principales cabecillas rebeldes seguían vivos la guerra continuó. El Libertador dejó a cargo al general Salom de someter la región, deportando otro millar de locales como reclutas forzados, lo que endureció la resistencia. Durante el año que siguió, las guerrillas lograron cortar las comunicaciones terrestres entre el Libertador en Perú y el gobierno de Colombia, volviéndose clave Barbacoas y las rutas marítimas para enviar mensajes.

## Anexión a la Gran Colombia
Previo a la entrevista de Guayaquil, y oficialmente con motivo de ésta, Bolívar el 11 de julio de 1822 llega a la ciudad capital del Estado Libre (Santiago de Guayaquil) y es recibido por la población guayaquileña bajo las vivas de "Viva Colombia", "Viva Bolívar" y "Viva Perú", expresando la solidaridad independentista con los pueblos americanos. Algunos historiadores han querido ver en estas expresiones públicas un deseo anexionista a Colombia o a Perú, y otros de que el gobierno guayaquileño tenía intención de mantenerse soberano.

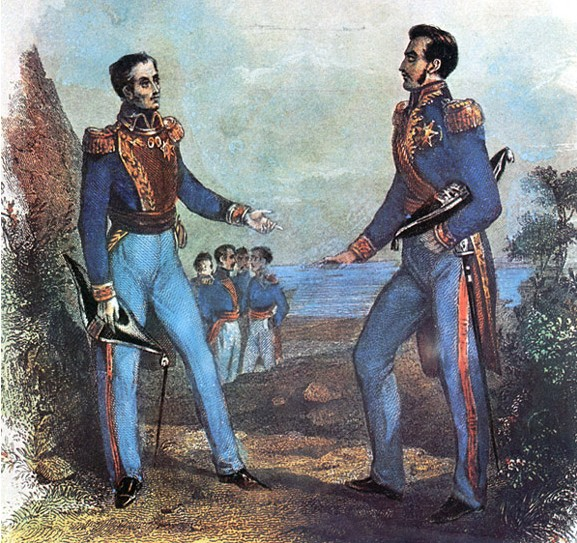
Simón Bolívar y José de San Martín en el encuentro posteriormente denominado "Entrevista de Guayaquil".

Bolívar consideraba a Guayaquil un lugar de entrada para el Perú que era la última región sin independizar en Sudamérica y el mayor bastión realista, por lo que consideraba estratégica la anexión de la Provincia a la naciente República de Colombia (previamente el cabildo de Quito ya había declarado su anexión a Colombia). El 11 de julio de 1822, Simón Bolívar arribó a Guayaquil con un ejército de 2000 hombres aproximadamente y da un golpe de Estado desconociendo al gobierno local proclamándose «dictador».. La anexión de Guayaquil a la Gran Colombia, provocó el autoexilio de Olmedo, quien en una conmovedora misiva le hizo conocer a Simón Bolívar su desacuerdo con las medidas adoptadas con su gobierno.
Simón Bolívar recibe unos días después a José de San Martín, en calidad de Jefe del gobierno  de la Provincia; según documentos históricos, en la entrevista de Guayaquil, los dos personajes trataron entre otros varios asuntos, sobre la manera de finalizar la guerra emancipadora en el Perú y sobre la forma de gobierno que convenía a los nacientes Estados americanos. Mientras San Martín se inclinaba por un régimen monárquico, con caracteres constitucionales, Bolívar se mostró partidario de una república democrática. La entrevista no tenía entre sus puntos el destino de la Provincia como mal se suele afirmar.[cita requerida]
El 31 de julio de 1822, la Provincia Libre de Guayaquil declaró su anexión oficial a la Gran Colombia. Por ello, Guayaquil pasó a constituir el Distrito del Sur del estado colombiano junto con el Departamento de Ecuador con capital en Quito y el Departamento de Azuay con capital en Cuenca, bajo el nombre de Departamento de Guayaquil con capital en la Ciudad de Guayaquil.